# Kop (Kartenspiel)
Kop ist ein sehr schnelles Kartenspiel für vier Spieler mit traditionellem französischen Blatt, das vor allem in Polen gespielt wird. Das Stichspiel wird mit einem Kartensatz von nur 16 Karten gespielt und ähnelt dem ebenfalls in Polen gespielten Baśka, wie dieses vom deutschen Schafkopf abgeleitet. Das sehr schnelle Spiel mit nur vier Stichen pro Spiel wird häufig um Geldbeträge gespielt.

## Geschichte
Das Spiel gehört wie Skat und einige andere Kartenspiele zu den Ablegern des deutschen Stichspiels Schafkopf und wurde wahrscheinlich im 19. Jahrhundert in der Provinz Großpolen um Posen entwickelt, in der eine große deutsche Bevölkerungsgruppe existierte. Der Name „Kop“ leitet sich dabei wahrscheinlich als polinisierte Form vom deutschen „Schafkopf“ ab; das polnisch Wort bedeutet übersetzt „Kick“. Häufig wird das Spiel auch heute noch um Geld gespielt und in einigen Dörfern und Städten gibt es auch Spielturniere.

## Spielweise

### Kartenwerte und Trümpfe
Als Kartenspiel werden nur die Asse, die Zehnen, die Damen und die Buben von der vier Farben eines französischen Blattes benutzt, insgesamt besteht das Spiel entsprechend aus 16 Karten. Die Karten haben festgelegte Kartenwerte, die denen verwandter Spiele entsprechen: As = 11, 10 = 10, Dame = 3 und Bube = 2. Damit beträgt die Punktsumme aller Karten 104 (Beim Skat und beim Schafkopf sind es 120, da dort auch die Könige genutzt werden). Die Asse und Zehnen werden aufgrund des hohen Wertes als „całe“ („volle“) bezeichnet. Die Kartenpunkte werden als „oka“ (im Singular: „oko“) bezeichnet.
Alle Damen und alle Buben sind Trümpfe, die höchsten Trümpfe sind allerdings das Herz Ass und die Herz 10 und die niedrigsten Trümpfe sind Karo Ass und Karo 10. Bei den Damen und Buben zählen die Trümpfe in der Reihenfolge Kreuz, Pik, Herz und Karo. Insgesamt gibt es also 12 Trümpfe und nur 4 Karten in den zwei Farben Kreuz und Pik sind keine Trümpfe. Trümpfe werden „trumfy“ genannt, andere Karten heißen „obce“ (Singular „obca“, deutsch „ausländisch“ oder „seltsam“). Die schwarzen Damen werden „stare“ genannt („die Alten“), die niedrigsten beiden całe-Trümpfe, Karo Ass und Karo 10, sind die „ryzyka“ („Risiko“).
| Farbe  | Wertung                      |
| ------ | ---------------------------- |
| Trumpf | Ass, 10, Dame, Bube, Ass, 10 |
| Kreuz  | Ass, 10                      |
| Pik    | Ass, 10                      |

### Geben und Reizen
Gespielt wird mit vier Personen, wobei jeweils zwei Spieler als Partner zusammen spielen. Die Partnerschaft wird durch den Besitz der beiden schwarzen Damen bestimmt, die Besitzer dieser Karten spielen zusammen gegen die beiden anderen Spieler. Die Karten werden im Uhrzeigersinn gegeben und auch das Spiel findet im Uhrzeigersinn statt.
Der Geber mischt und gibt, nachdem sein rechter Nachbar abgehoben hat, alle 16 Karten einzeln an die vier Mitspieler, sodass jeder Spieler vier Karten hat. Die Rolle des Gebers wechselt nach jedem Spiel an den jeweils linken Nachbarn. Nachdem alle Spieler ihre Karten haben, können sie verschiedene Ansagen machen (reizen) – nach Turnierregeln erfolgt dies in der Spielreihenfolge, in der Praxis können die Spieler auch durcheinanderrufen.
Übliche Ansagen sind:
- Kontra, Re und weitere Antworten: Mit der Kontra-Ansage verdoppelt ein Spieler den Spielwert. Wir auf ein Kontra mit Re bzw. Rej geantwortet, kommt es zu einer weiteren Verdopplung. Weitere Verdopplungsansagen sind Bok und Słup. Die Verdopplungen gelten in der Wertung nur dann, wenn sie jeweils von Spielern der konkurrierenden Teams kommen, was sich jedoch erst im Spiel herausstellt. Eine Serie von zwei oder mehr aufeinanderfolgenden Verdoppelungen durch dasselbe Team zählt nur als eine Verdoppelung. Beim privaten Spiel können über das Słup weitere Verdopplungsansagen folgen, denen dann Phantasienamen gegeben werden.
- Wesele (Hochzeit): Bei der Hochzeit deklariert ein Spieler, dass er beide schwarzen Damen besitzt und ein Zusammenspiel mit dem Spieler mit dem höchsten Buben wünscht, der nicht auf seiner Hand ist.
- Zolo bezeichnet ein Solospiel. Bei dieser Ansage erklärt der Spieler entsprechend, dass er gegen die anderen Mitspieler spielen möchte.
- Zolo du bezeichnet ein Solospiel, bei dem der Ansager zudem behauptet, alle Stiche zu bekommen.

Für das Spiel gilt nur die höchste Ansage, wobei das „Zolo du“ höher als das „Zolo“ und dieses höher als „Wesele“ gilt. Wird eine dieser drei Ansagen abgegeben, werden alle vorher angesagten Verdopplungen ungültig, sie können jedoch danach wieder bezogen auf das angesagte Spiel erfolgen. Der Spieler links vom Geber eröffnet das Spiel, wenn er auf seine Frage „Darf ich (ausspielen)?“ keine Antwort bekommt.

### Partnerschaft
Wenn ein Spieler ein Zolo oder ein Zolo du ansagt, spielt er allein gegen die drei anderen Mitspieler, in allen anderen Fällen bilden jeweils zwei Mitspieler ein Team. Die Bildung der Teams ist abhängig von der Verteilung der beiden Damen (Pik und Kreuz Dame) und die beiden Mitspieler, die diese Karten besitzen, die „Starzy“ (die Alten), spielen als Team gegen die anderen beiden Spieler, die „Młodzi“ (die Jungen). Sitzen beide schwarzen Damen auf der Hand eines Spielers, kann er ein Zolo bzw. ein Zolo du oder ein „Cicha“ (stilles Solo) spielen, bei dem er ohne Ansage und ohne Kenntnis der Mitspieler allein spielt. Alternativ kann er „Wesele“ (Hochzeit) ansagen und spielt dann mit dem Mitspieler zusammen, der den höchsten Buben hat, den er selbst nicht auf der Hand hat.
Die Partnerschaften werden erst dann allgemein bekannt, wenn die benannten Karten gespielt werden, auch wenn dies aufgrund des Spiels früher offensichtlich sein kann.

### Spiel
Die erste Karte wird von dem Spieler links vom Geber (Vorhand) ausgespielt. Ein Stich wird immer vom höchsten Trumpf oder, falls kein Trumpf im Stich ist, von der höchsten Karte der ausgespielten Farbe gewonnen. Der Gewinner des Stichs spielt dann die nächste Karte aus. Ausgespielte Farben oder Trümpfe müssen bedient werden (Bedienpflicht), dabei müssen die Spieler die höchste bis dahin im Stich befindliche Karte übernehmen. Kann ein Spieler nicht bedienen oder übernehmen, kann er eine beliebige Karte spielen.
Da es nur vier Stiche gibt, ist eine Kop-Runde sehr schnell gespielt.

## Wertung und Gewinn
Die Gewinnerpartei ist die Partei, das die Mehrheit der 104 Punkte bekommen hat, also mindestens eine Punktzahl von 53. Bei einem Gleichstand von 52:52 spricht man von einem „boki“, es verliert das Team, das die letzte Verdopplung angesagt hat, oder wenn keine Verdopplungen angesagt wurden, die Alten oder der Solospieler. Hat die Verliererpartei 26 oder mehr Punkte, wird dies als „wyjście“ („Ausgang“) bezeichnet. Als „bez wyjścia“ bezeichnet man Spiele, bei denen die Verlierer weniger als 26 Punkte bekommen hat (entsprechend dem Schneider bei anderen Stichspielen), „bez bitki“ ist ein Spiel, bei dem die Verlierer keine Punkte bekommen (entspricht schwarz).
Gewertet werden die Punkte des Gewinners des Spiels. Diese werden bei einem „bez wyjścia“ verdoppelt und bei einem „bez bitki“ verdreifacht. Bei einem Solospiel bekommt der Alleinspieler bei einem stillen Solo „Cicha“ den vierfachen Wert, bei einem angesagten „Zolo“ den fünffachen Wert und bei einem „Zolo du“ den zehnfachen Wert gutgeschrieben. Verliert der Solospieler, bekommen alle anderen Spieler den Wert. Eine Erhöhung durch „bez wyjścia“ oder „bez bitki“ gibt es beim Solospiel nicht, wobei ein „bez wyjścia“ verdoppelt und bei einem „bez bitki“ nur dann gewonnen werden kann, wenn der Solospieler alle Stiche bekommen hat. Die Ansagen verdoppeln jeweils den Wert des Spiels, jedoch nur, wenn sie von Spielern verschiedener Teams angesagt wurden.
Beim Spiel um Geld werden die Punkte in Geldbeträge umgerechnet, die dann von den Verlieren an die Gewinner gezahlt werden.

## Varianten
Neben dem klassischen Kop gibt es einzelne Varianten, die das Spiel leicht verändern. Die wichtigste Variante ist dabei eine Veränderung der klassischen Trumpffolge, die als „as–dycha“ („Ass – Zehn“) bezeichnet wird, zu einer Trumpffolge mit dem Namen „as–trzy dychy“ („Ass – drei Zehnen“), bei der auch die schwarzen Zehner zu Trümpfen und den Damen sowie der Herz-10 übergeordnet werden:
| Farbe  | Wertung                      |
| ------ | ---------------------------- |
| Trumpf | Ass, 10, Dame, Bube, Ass, 10 |
| Kreuz  | Ass                          |
| Pik    | Ass                          |

Eine weitere Option ist, dem Spieler einer Wesele zu erlauben, sich selbst ein Kontra zu geben, dies ist bei Zolo und Zolo Du allerdings ausgeschlossen. Auch eine Ansage des Wunschbuben bei einer Wesele kann als Variante gespielt werden.
Das ebenfalls in Teilen Polens gespielte und mit dem Kop sehr nah verwandte Kartenspiel Baśka gilt als eigenständiges Spiel, auch wenn es viele Regeln mit Kop teilt. Unterschiede gibt es vor allem dadurch, dass ein Spieler neben einem Solo auch einen Gran spielen kann, bei dem nur die Buben Trümpfe sind und alle anderen Karten eingereiht werden. Unterschiede gibt es außerdem bei der Wertung der Spiele.

## Belege
1. 1 2 3 4 5 6 7 8 9 10 11 12  Kop / Baśka, Spielregeln für Kop und Baśka auf pagat.com; abgerufen am 7. Juli 2016.